# Robert Mansell
 (août 2018).
Ne doit pas être confondu avec Robert Mansel, connétable de la principauté d'Antioche au début du XIIIe siècle.
Pour les articles homonymes, voir Mansell.
Sir Robert Mansell, né en 1573 et décédé en 1656, était un militaire et un homme politique britannique. Il a été amiral de la Royal Navy et député du Parlement du Royaume-Uni, principalement pour des circonscriptions du pays de Galles. Son nom a également été noté comme Mansfield et Maunsell.